# Colobodectes cluveri
Colobodectes cluveri è un terapside estinto, appartenente ai dicinodonti. Visse nel Permiano medio (Capitaniano, circa 260 - 265 milioni di anni fa) e i suoi resti fossili sono stati ritrovati in Sudafrica.

## Descrizione
Questo animale era di dimensioni medio-piccole, se rapportato ad altri dicinodonti: il cranio superava di poco i 12 centimetri, edè probabile che l'animale intero superasse di poco il mezzo metro di lunghezza. Come molti dicinodonti, Colobodectes era dotato di un becco simile a quello di una tartaruga, seguito da due zanne superiori simili a canini. 
Colobodectes era caratterizzato dalla presenza di premascelle e vomeri appaiati, di processi caniniformi allungati, di una cresta mediana palatale posteriore affiancata da basse depressioni, di un singolo dente postcanino posto dietro il cerchio palatale, di un "cuscinetto" palatino posto vicino al margine laterale della coana e di un forame palatale laterale posto vicino all'angolo posterolaterale del cuscinetto palatino. Altre caratteristiche di Colobodectes erano la presenza di una grande flangia dello pterigoide diretta all'ingiù con un margine posteriore ottuso, la vacuità interpterigoidea che non raggiungeva il cuscinetto palatino, i canali interni della carotide posti lateralmente a una robusta cresta esofagea, narici esterne a forma di lacrima, assenza di ossa postfrontali e un foramen magnum basso e arrotondato.

## Classificazione
Colobodectes è considerato un membro arcaico dei dicinodonti, il grande gruppo di terapsidi erbivori tipici del Permiano e del Triassico, dotati di becchi simili a quelli delle tartarughe. Secondo alcune analisi filogenetiche, Colobodectes sarebbe in una posizione basale a tutti gli altri dicinodonti, con l'esclusione di Eodicynodon (Angielczyk e Rubidge, 2010). 
Colobodectes cluveri venne descritto per la prima volta nel 2003, sulla base di resti fossili ritrovati nella formazione Abrahamskraal, nella "Tapinocephalus Assemblage Zone" in Sudafrica, nella Provincia del Capo Settentrionale. Successivi ritrovamenti sono stati ritrovati nella stessa zona.

## Paleobiologia
I fossili di Colobodectes mostrano una certa variabilità, dovuta all'ontogenesi. In particolare, gli individui più piccoli erano privi di zanne superiori, gli individui di media taglia possedevano piccole zanne appena spuntate, e gli adulti di grosse dimensioni possedevano zanne robuste (Angielczyk e Rubidge, 2009). 